# Sint-Martinuskerk van Cortinada
De Sint-Martinuskerk van Cortinada is een kerk gebouwd in romaanse stijl, in het gehucht la Cortinada ten noorden van Ordino in het vorstendom Andorra.
Het gebouw dateert oorspronkelijk uit de 12e eeuw; het werd in de 17e en 18e eeuw uitgebreid. Het hoogaltaar met een veelkleurig houten beeld uit de 17e eeuw is gewijd aan de schutspatroon van de kerk. Het vrijwel vierkante schip met een rechthoekige apsis uit de 17e eeuw aan de noordkant heeft vier zijkapellen. Een van deze kapellen komt overeen met de oude apsis van de romaanse kerk. De voordeur is in de zuidgevel. De klokkentoren met raamopeningen op twee verdiepingen bevindt zich bij de zuidwesthoek van het oorspronkelijke gebouw. Op de latere uitbreiding is een dakruiter met luidklok aanwezig.
In 1968 werden bij een restauratie muurschilderingen van de Meesters van La Cortinada ontdekt, die uit het laatste deel van de 12e eeuw dateren. Hierop zijn figuren te zien als bijvoorbeeld een wolf met een gespleten tong, en een afbeelding van Guillem Guifré (1041–1075) uit het graafschap Urgell, en een beeltenis van de patroon van de kerk, Martinus van Tours, een bekend rooms-katholiek heilige.
De kerk beschikt ook over andere historische voorwerpen, zoals vier barokke altaarbeelden in de zijkapellen uit de 18e eeuw, houten meubels en een biechtstoel uit de 17e eeuw, een beiaard en een aantal smeedijzeren hekken, die herinneren aan de traditie van het ijzerbewerken in Andorra en die werden aangebracht ter bescherming van het altaar en de kapellen.
Het gebouw behoort sinds juni 2003 tot het beschermde cultureel erfgoed van Andorra (Patrimoni cultural d'Andorra).
In de omgeving van de kerk bevinden zich nog enkele gebouwen, die in typisch Andorrese stijl zijn gebouwd, zoals de houtzagerij Cal Pal en een herenhuis met een voor Andorra unieke witte vakwerk-aanbouw die werd gebruikt als station voor postduiven.

## Afbeeldingen

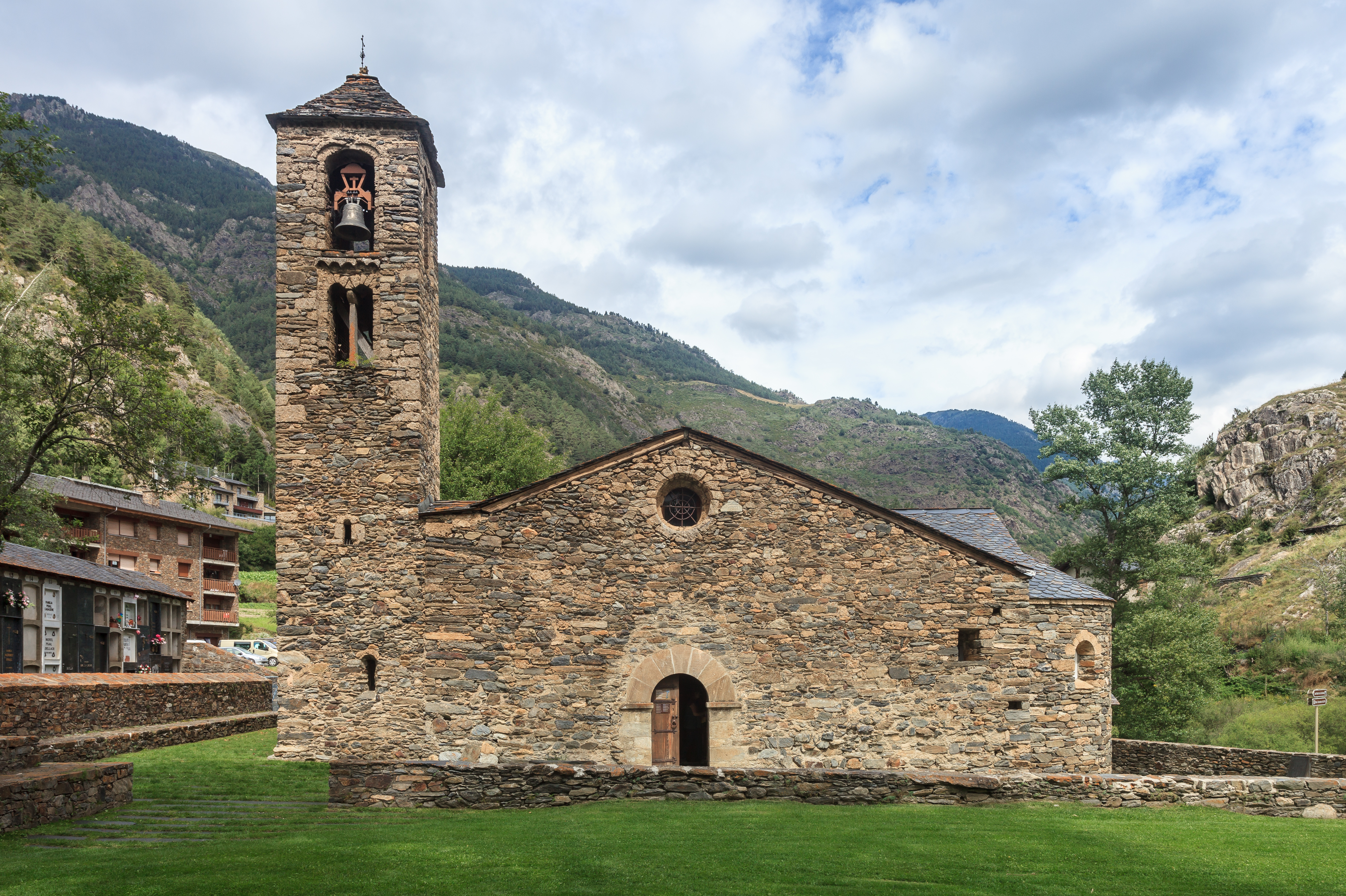
Zuidgevel
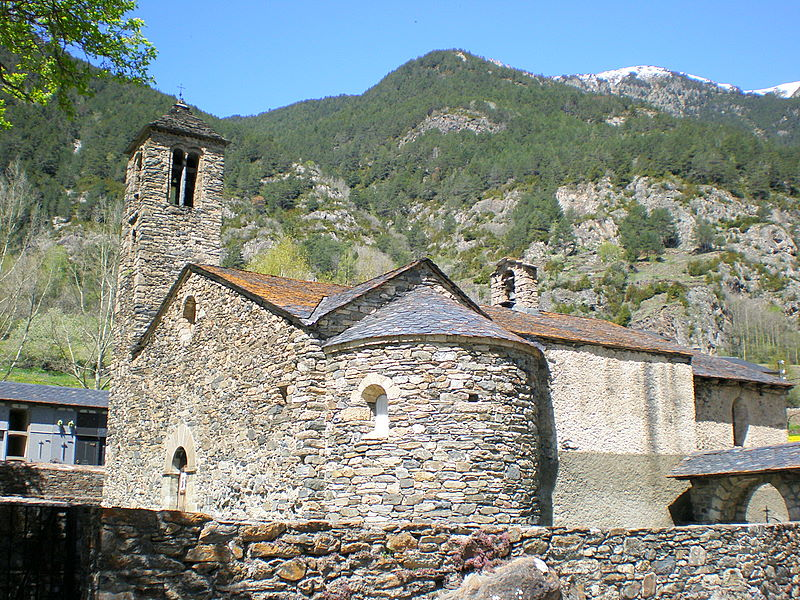
Zuid- en oostkant met oude apsis en rechts daarvan de latere aanbouw
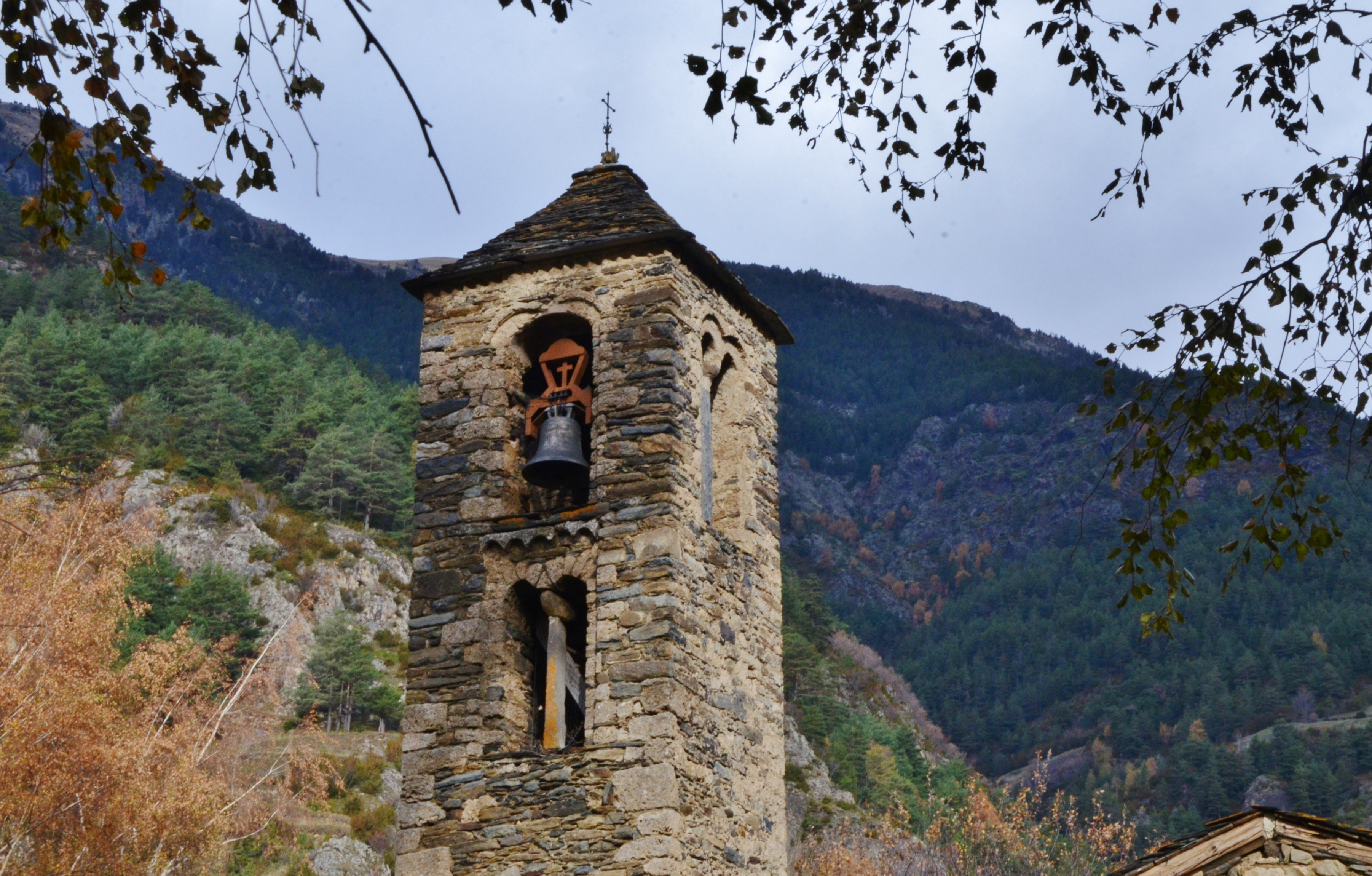
Klokkentoren
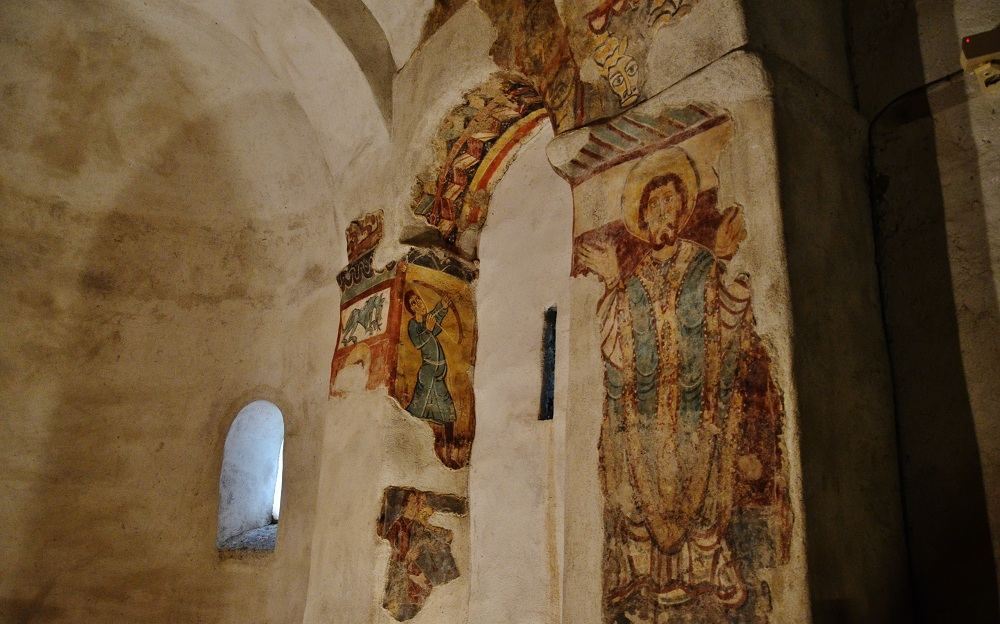
Muurschildering
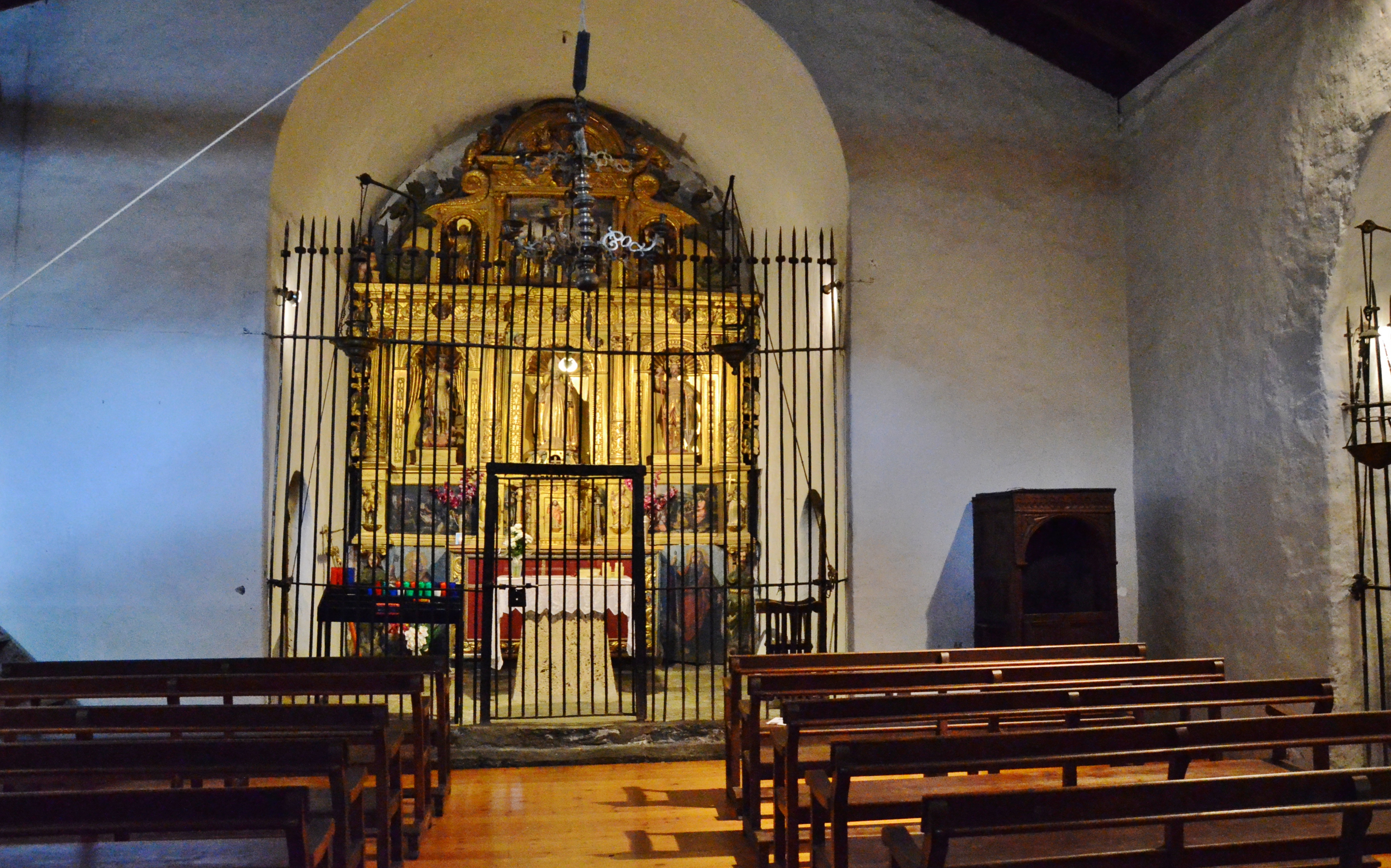
Interieur
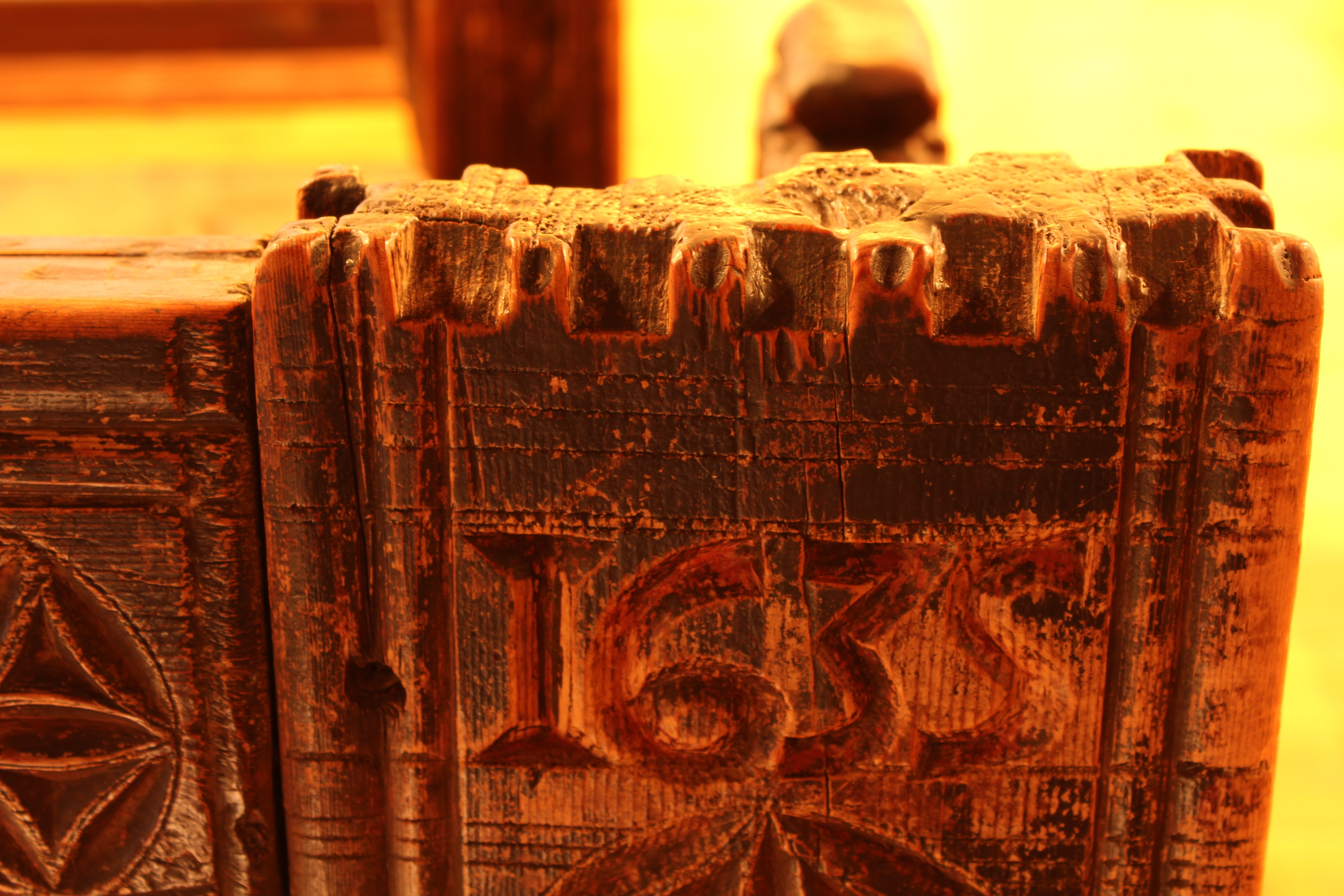
Meubilair, detail
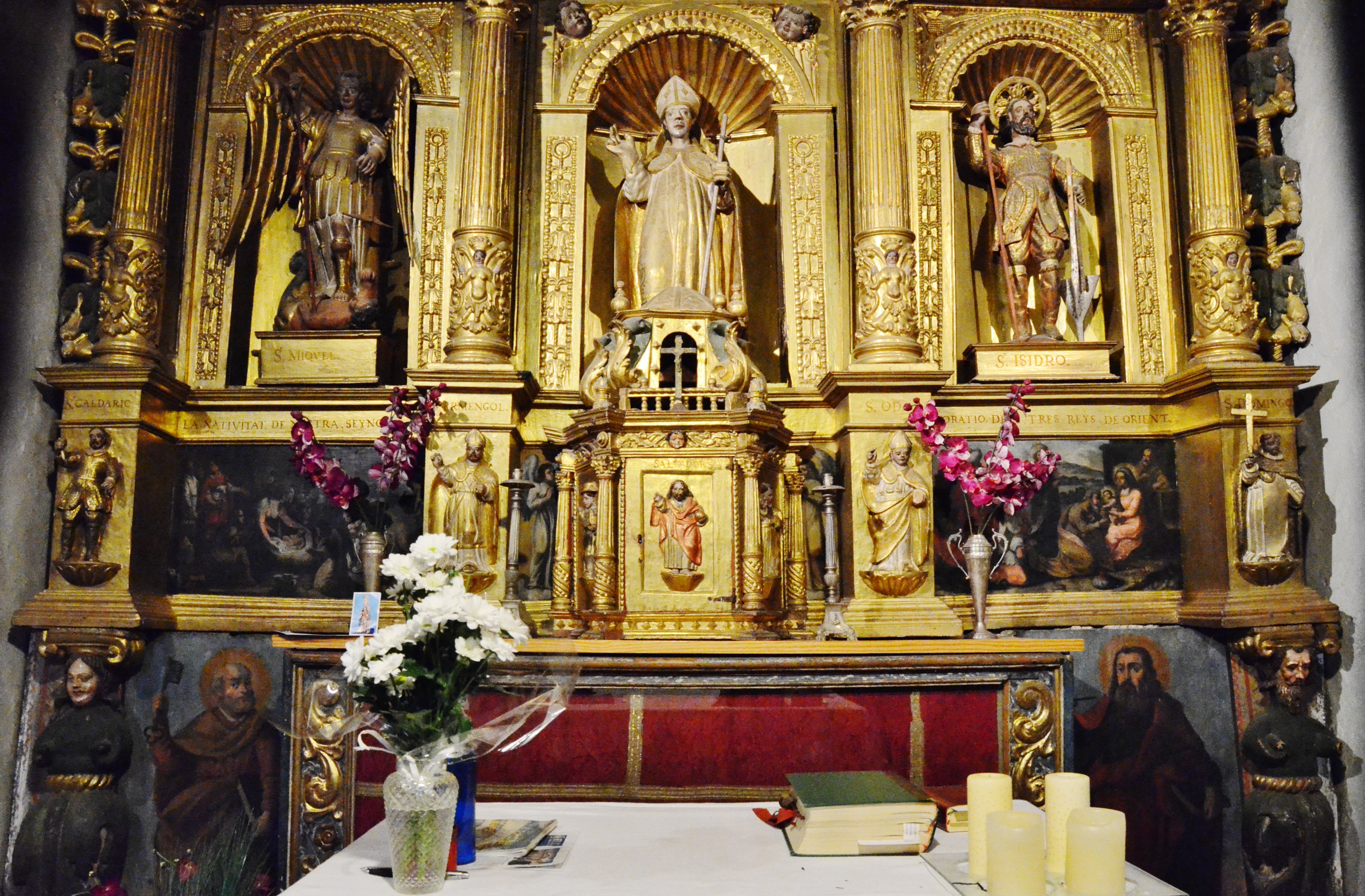
Retabel